# Gundaris Pone
Gundaris Pone, né à Riga le 17 octobre 1932 et mort à New-York le 15 mars 1994, est un compositeur de musique classique contemporaine, chef d'orchestre et professeur letton - américain.

## Biographie
Né à Riga, en Lettonie, il émigre aux États-Unis en 1950 après avoir fui l'avancée des troupes soviétiques, et il obtient un doctorat en musique de l'Université du Minnesota en 1962.
En 1963, il déménage à New Paltz, New York, où il devient professeur à la State University of New York at New Paltz (en). Il remporte un Kennedy Center Friedheim Award (première place, 1982),.
Il meurt d'un cancer au Benedictine Hospital de Kingston, New York, le 15 mars 1994, à l'âge de 61 ans. Sa femme est pianiste de concert. Pone et sa femme ont deux enfants. Adrian Pone, né le 20 décembre 1964, est colonel et pilote de chasse dans l'US Air Force. Adrian meurt dans un accident de voiture le 20 janvier 2010. Son jeune frère Daniel T. Pone réside à New York.
Ses étudiants notables incluent Craig Fryer et David J. Sosnowski. Cependant, c'est son ancien étudiant en théorie et composition, Roberto Bolero Noriega, qui travaille avec des personnalités notables de la musique populaire, notamment Michael Jackson, Whitney Houston, Madonna et Julio Iglesias.

## Discographie
- Cartoline dalla Curlandia, pour piano ; Gran duo funebre pour violon et violoncelle ; Kipras skicējumi pour clarinette, violoncelle et piano ; Per Mariolina, cinq pièces pour clarinette seule ; La Bella Veneziana ouverture symphonique — Guna Kurmis, piano ; Uldis Viesturs Sprūdžs, violon ; Māris Villerušs, violoncelle ; Mārcis Kūlis, clarinette ; Inga Ozola, violoncelle ; Juris Žvikovs, piano ; Ģirts Pāže, clarinette ; Orchestre national de Lettonie, dir. Andris Poga (1990 à 2017, Radio lettone/Skani 115) (OCLC 1268527968)